# Leucopis splendida
Leucopis splendida är en tvåvingeart som beskrevs av Tanasijtshuk 1986. Leucopis splendida ingår i släktet Leucopis och familjen markflugor. Inga underarter finns listade i Catalogue of Life.